# ماتئوس ناسیمنتو
ماتئوس ناسیمنتو (انگلیسی: Matheus Nascimento؛ زادهٔ ۳ مارس ۲۰۰۴) بازیکن فوتبال اهل برزیل است که در پست مهاجم (فوتبال) برای باشگاه فوتبال بوتافوگو در سری آ برزیل بازی می‌کند.
وی همچنین در تیم ملی فوتبال زیر ۱۵ سال برزیل بازی کرده‌است.